# Payyannur
Payyannur là một thành phố và khu đô thị của quận Kannur thuộc bang Kerala, Ấn Độ.

## Địa lý
Payyannur có vị trí 12°06′B 75°12′Đ / 12,1°B 75,2°Đ Nó có độ cao trung bình là 16 mét (52 feet).

## Nhân khẩu
Theo điều tra dân số năm 2001 của Ấn Độ, Payyannur có dân số 68.711 người. Phái nam chiếm 48% tổng số dân và phái nữ chiếm 52%. Payyannur có tỷ lệ 83% biết đọc biết viết, cao hơn tỷ lệ trung bình toàn quốc là 59,5%: tỷ lệ cho phái nam là 86%, và tỷ lệ cho phái nữ là 80%. Tại Payyannur, 10% dân số nhỏ hơn 6 tuổi.